# Indicatif régional 664
L'indicatif régional 664 (MOI) est l'indicatif téléphonique régional de Montserrat, il fait partie du plan de numérotation nord-américain.
L'indicatif 664 a été créé lors de la scission de l'indicatif régional 809 qui desservait les Bermudes et plusieurs îles des Antilles jusqu'aux environs de juillet 1996.